# 毛发光眼虫
毛发光眼虫（学名：Actinomma capillaceum）为星球虫科光眼虫属的动物。分布于地中海、阿尔及利亚以及西沙群岛等。